# Nueva Trinidad
Nueva Trinidad é um município do departamento de Chalatenango, em El Salvador. Sua população estimada em 2007 era de 1 673 habitantes.